# 三國志III
『三國志III』（さんごくし・スリー）は、1992年2月5日に日本の光栄から発売されたPC-9801用歴史シミュレーションゲーム。
同社の『三國志シリーズ』第3作目。前作までと同様に中国の歴史小説である『三国志演義』を題材としているが、前作までと異なり国の支配から都市の支配に目的が変更になった。古代中国の主要な都市をすべて支配すればゲームのクリア条件は達成される。最大8人までマルチプレイ可能で、前作までは一部の君主はプレイヤーが選べなかったが、本作からは全ての君主をプレイヤーが選べるようになった。
開発は光栄が行い、プロデューサーはシブサワ・コウ、音楽は前作『三國志II』（1989年）に引き続きカシオペアに所属していた向谷実が担当している。
PC-9801版の発売後、様々な日本国産パソコン機種にて発売された他、スーパーファミコン、メガドライブ、メガCD、PCエンジンSUPER CD-ROM2、PlayStationなど様々な家庭用ゲーム機に移植された。また、1993年には北米にて『Romance of the Three Kingdoms III: Dragon of Destiny』のタイトルでPC/AT互換機に移植された。2006年には『Mobile 三國志3』のタイトルで携帯電話ゲームとして配信された。
その他、ニンテンドーDS用ソフト『三國志DS』（2006年）やニンテンドー3DS用ソフト『三國志2（3DS版）』（2015年）は、本作がベースとなって製作された。

## ゲーム内容

### システム
家臣にした武将に身分を決定できるようになり、武将の能力値も「知力」「政治」「武力」「陸指」「水指」など細分化されている。諸葛亮死後のシナリオが初登場したことにより、登場武将数は前作よりも大幅に増加した531人（イベントで武将として登場する貂蝉を含めると532人）となった。ただし、孔明死後の人物はまだまだ少なく、最後のシナリオは手早く統一を進めないと、武将数が不足するためゲームオーバーになることもある（『三國志DS』では武将の追加（登場数が780人になった）により解消されている）。また、本ゲームで最後に登場する司馬炎は登場武将数制限の影響を最も受けやすく「幻の武将」と呼ばれていた。前作に引き続き新君主と配下の新武将も登場させる事ができるが、本作からゲーム開始前に君主・武将を登録し、初期設定で登場の是非を選択するよう変更され、後のシリーズのスタンダードとなった。
戦略フェイズでは出せる命令が細分化（軍事では「徴兵」「募兵」「訓練」「戦争準備」、内政では「開発」「耕作」「治水」（灌漑含む））されるとともに、身分に応じて実行できるコマンドの種類や期間が細かく分かれている。内政や人事などのコマンドの成果は、決定した期間が終了した時に報告され明らかになる。
戦術フェイズでは、基本的には侵略した都市において市街戦を展開することになるが、攻撃側と防御側の境界線上に戦場が存在し、なおかつ防御側が迎撃に出た場合、その戦場において野戦が展開されることになる。また、前作においては合戦の初めのときしか行えなかった一騎討ちが通常コマンドの一つとなり、相手の武将が応じればいつでも行えるようになった。計略関係では「落とし穴」「偽伝」「同士討ち」などが新設されている。

### 身分制度
前述の通り、シリーズで初めて一般の現役武将に身分の概念が導入された（ただし『三國志II』では1勢力に1人軍師を任命できた）。本作での身分は「軍師」「将軍」「武官」「文官」の4つである。「武官」「文官」は全武将がなることが出来るが、「軍師」「将軍」になるには以下のように能力値の制約があった。
- 「軍師」：知力または政治が80以上
- 「将軍」：次の1,2のいずれかを満たす
  1. 武力85以上
  2. 武力70以上、かつ「魅力+（陸指+水指）／2」120以上

また、各身分には以下のように制約が細かく決められていた。
- 「武官」または「文官」が太守になる場合、その都市は自動的に委任状態になる
- 「軍師」と「将軍」は全コマンドが実行できるが、1ヶ月しか実行できない
- 「文官」は内政系、「武官」は軍事系のコマンドのみ実行できる。ただし、一部のコマンドは最高6ヶ月まで連続で実行可能

太守が「軍師」「将軍」でなければ都市が強制的に委任状態になる仕様なため、この対策としてか「将軍」に就任できる最低ライン付近の能力を持つ武将が数多く存在する。これが、前作を大幅に超える武将数の登場に繋がったと言われている。
また、PC版のみ将軍には将軍号を授けることが可能。「驃騎将軍」「左将軍」などの実在する将軍号をはじめ、オリジナルの将軍号を入力する事も出来る。

## シナリオ
1. 霊帝没し董卓の暴政極まる（反董卓連合軍の結成） 189年
2. 天下乱れ群雄全土に割拠す（群雄割拠、乱世再び） 194年
3. 劉備雌伏し、新野に借城す（曹孟徳、覇道を往く） 201年
4. 臥龍中原に舞い天下を望む（知謀の人、諸葛孔明） 208年
5. 孫権独立し三国の鼎立成る（劉玄徳、蜀漢を建国） 221年
6. 姜維、亡き孔明の志を継ぐ（三国鼎立崩壊の予兆） 235年

（）内はSFC、MD、MCD、PCE版のタイトル。
一部機種のみ存在
1. 黄巾興りて英雄青雲を抱く（黄巾の乱） 184年

- MCD、PCE、DS版のみ存在。（）内はMCD、PCE版のタイトル。黄巾の乱を題材にしたシナリオだが、MCD、PCE版は肝心の張角一党が存在しない（乱鎮圧に当たった何進は君主に追加されている）。DS版では張角の他、丁原、士燮が君主として追加されている。

MCDとPCEは家庭用ゲーム機でCD-ROMを搭載した先駆機種であり、発売当時の容量は他機種を圧倒していたため、特別にシナリオが追加されたものである。『三國志』シリーズで黄巾の乱のシナリオが登場したのはこれらが初めてである。この他、武将の略歴を書いた武将列伝も追加された。なお、DS版は他の家庭用機種版と同じロムカセットであるが、技術の向上によりロムカセット自体の容量が大幅に増えたため、同等の機能やオリジナル要素が追加されている。

## 移植版
| No. | タイトル                                                                            | 発売日                                     | 対応機種                        | 開発元         | 発売元         | メディア                                                            | 型式                                                             | 備考                                           | Ref.                 |
| --- | ----------------------------------------------------------------------------------- | ------------------------------------------ | ------------------------------- | -------------- | -------------- | ------------------------------------------------------------------- | ---------------------------------------------------------------- | ---------------------------------------------- | -------------------- |
| 1   | 三國志III                                                                           | 1992年6月1日                               | FM TOWNS                        | 光栄           | 光栄           | フロッピーディスク                                                  | KN10281030                                                       |                                                |                      |
| 2   | 三國志III                                                                           | 1992年6月17日                              | X68000                          | 光栄           | 光栄           | 5インチフロッピーディスク                                           | KN10281040                                                       |                                                |                      |
| 3   | 三國志III Romance of the Three Kingdoms III: Dragon of Destiny TWN 三國志III 中文版 | 1992年11月8日 1994年2月 TWN 1995年10月15日 | スーパーファミコン メガドライブ | 光栄           | 光栄           | SFC:12メガビット+256キロRAMロムカセット MD:12メガビットロムカセット | SFC: SHVC-S3 SNS-S3-USA TWN SNSN-S3-ROC/SCHN MD: T-76093 T-76086 |                                                |                      |
| 4   | 三國志III                                                                           | 1993年4月23日                              | メガCD                          | 光栄           | 光栄           | CD-ROM                                                              | T-76014                                                          |                                                |                      |
| 5   | 三國志III                                                                           | 1993年10月1日                              | PCエンジンSUPER CD-ROM2         | 光栄           | 光栄           | CD-ROM                                                              | KOCD3003                                                         |                                                |                      |
| 6   | Romance of the Three Kingdoms III: Dragon of Destiny                                | 1993年                                     | PC/AT互換機                     | 光栄           | 光栄           | フロッピーディスク                                                  | -                                                                |                                                |                      |
| 7   | 三國志III                                                                           | 2001年2月22日                              | PlayStation                     | コーエー       | コーエー       | CD-ROM                                                              | SLPM-86747                                                       |                                                |                      |
| 8   | コーエー定番シリーズ 三國志III                                                      | 2001年6月8日                               | Windows 95 - XP                 | コーエー       | コーエー       | CD-ROM                                                              | KN12-37101                                                       |                                                | [ 5 ] [ 6 ]          |
| 9   | Mobile 三國志3                                                                      | 2006年4月20日                              | BREW対応端末 （EZアプリ）       | コーエー       | コーエー       | ダウンロード                                                        | -                                                                |                                                | [ 7 ]                |
| 10  | Mobile 三國志3                                                                      | 2006年8月16日                              | ボーダフォンライブ! （Vアプリ） | コーエー       | コーエー       | ダウンロード                                                        | -                                                                |                                                | [ 8 ]                |
| 11  | Mobile 三國志3                                                                      | 2006年11月1日                              | FOMA903iシリーズ （iアプリ）    | コーエー       | コーエー       | ダウンロード                                                        | -                                                                |                                                | [ 9 ]                |
| 12  | シブサワ・コウ アーカイブスパック Vol.3                                             | INT 2017年2月22日                          | Windows 7/8.1/10                | コーエーテクモ | コーエーテクモ | ダウンロード (Steam)                                                | -                                                                |                                                | [ 10 ] [ 11 ] [ 12 ] |
| 13  | 三國志III                                                                           | 2019年7月25日                              | Android iOS                     | コーエーテクモ | コーエーテクモ | ダウンロード                                                        | -                                                                | ニンテンドー3DS用ソフト『三國志2』のリメイク版 | [ 13 ] [ 14 ] [ 15 ] |
| 14  | 三國志III                                                                           | 2022年10月27日                             | メガドライブ ミニ2              | エムツー       | セガ           | プリインストール                                                    | HAA-2524                                                         | メガドライブ版とメガCD版の移植                 |                      |

## 音楽
サウンドトラックが1991年にCDで発売されている。
三國志III KECH-1022。曲名は以下のとおり。
1. 星辰
オープニング曲。
2. 蒼天黄土
ゲーム開始直後、国力が未熟な場合のメイン画面で流れる曲。
3. 英傑決起
国力第2段階でのメイン画面の曲。
4. 使者奉迎
使者の来訪を告げる曲。
5. 旗鼓の間
野戦の時に流れる曲。
6. 勝利の喊声
勝利を称えるファンファーレ。
7. 蛟竜雌伏
国力第3段階でのメイン画面の曲。
8. 現下喫緊
イベント発生の時に流れる曲。
9. 疾風迅雷
国力第4段階でのメイン画面の曲。
10. 劣勢
戦闘で不利な状況で流れる曲。
11. 落陽
敗北した時に流れる曲。
12. 彷徨
放浪中のメイン画面での曲。
13. 深憂
君主死亡、後継者選択の場面で流れる曲。
14. 傾国の美姫
15. 空水悠久
国力第5段階でのメイン画面の曲。
16. 焔の城壁
攻城戦で流れる曲。
17. 帝
帝のイベントで流れる曲。
18. 皇宮の宴
最高位・皇帝になった時に流れるメイン画面の曲。
19. 波濤の攻防
海戦シーンで流れる曲。
20. 星辰――リプライズ

また、スーパーファミコン音源を使用したCDも発売されている（曲名は新たに付け直されている）。
光栄オリジナルBGM集Vol.7 三國志III/スーパーロイヤルブラッド KECH-1032

## 評価
スーパーファミコン版
ゲーム誌『ファミコン通信』の「クロスレビュー」では、7・7・6・5の合計25点（満40点）、『ファミリーコンピュータMagazine』の読者投票による「ゲーム通信簿」での評価は以下の通り、22.35点（満30点）となっている。この得点はスーパーファミコン全ソフトの中で64位（323本中、1993年時点）となっている。また、『SUPER FAMICOM Magazine』1993年8月情報号特別付録の「スーパーファミコンオールカタログ'93」では、基本的なシステムをそのままに改良されている事を指摘した他、戦闘シーンが斜め上からの見下ろし型になった事を指摘した上で「きれいなグラフィックでさらに見ごたえのある画面になった」と肯定的に評価、さらに『三國志II』から継続して新君主を選択できるモードや隠れイベントの存在などを肯定的に評価した。
| 項目 | キャラクタ | 音楽 | 操作性 | 熱中度 | お買得度 | オリジナリティ | 総合  |
| 得点 | 3.89       | 3.83 | 3.73   | 4.17   | 3.02     | 3.72           | 22.35 |
メガドライブ版
ゲーム誌『ファミコン通信』の「クロスレビュー」では、6・7・6・5の合計24点（満40点）、『メガドライブFAN』の読者投票による「ゲーム通信簿」での評価は以下の通り、23.62点（満30点）となっている。また、同雑誌1993年7月号特別付録の「メガドライブ&ゲームギア オールカタログ'93」では、各君主の支配地域が地方国単位から都市単位に変更された事に関して「より細かな内政が行えるようになった」と評価、また配下の武将に対して長期間の命令が可能になった事や戦闘シーンが斜め上からの見下ろし型になった事に関して肯定的に評価し、これらのゲームシステムの変更に関して「著しい進化が見られる」と称賛した。
| 項目 | キャラクタ | 音楽 | 操作性 | 熱中度 | お買得度 | オリジナリティ | 総合  |
| 得点 | 4.25       | 3.83 | 3.77   | 4.42   | 3.45     | 3.90           | 23.62 |
PCエンジン版
ゲーム誌『ファミコン通信』の「クロスレビュー」では6・5・6・5の合計22点（満40点）、『月刊PCエンジン』では85・90・85・85・85の平均86点（満100点）、『電撃PCエンジン』では65・50・80・60の平均63.75点（満100点）、『PC Engine FAN』の読者投票による「ゲーム通信簿」での評価は以下の通りとなっており、20.7点（満30点）となっている。ゲームの進行データをセーブするには"メモリベース128"か"セーブくん"が必要。ゲーム機本体の性能差のためかSFC、MD版よりCPUの思考が遅く、戦闘で顕著に差が出る。。
| 項目 | キャラクタ | 音楽 | お買得度 | 操作性 | 熱中度 | オリジナリティ | 総合 |
| 得点 | 3.6        | 3.8  | 2.7      | 3.5    | 4.0    | 3.2            | 20.7 |